# Anna B. Sheppard
Anna Biedrzycka Sheppard (18 de enero de 1946) es una diseñadora de vestuario polaca. Sheppard hizo numerosos trabajos para directores como Steven Spielberg, Roman Polanski o Quentin Tarantino. Ha ganado tres nominaciones para los Óscar al mejor diseño de vestuario por La lista de Schindler (1993), El pianista (2002) y Maléfica (2014). En las últimas fechas, hizo diseños para Capitán América: el primer vengador (Captain America: The First Avenger) (2011) y Spider-Man: Far From Home (2019). Hizo el diseño de vestuarios para las series Band of Brothers (2001) y The Prisoner (2009).
Nacida en 1946 en Polonia, es hermana de la también diseñadora de vestuario, Magdalena Biedrzycka. Se graduó en arquitectura en la Academia de Bellas Artes de Varsovia y actualmente reside en Londres.

## Filmografía
Cine
- La lista de Schindler (Schindler's List) (1993)
- El pianista (The Pianist) (2002)
- La vuelta al mundo en 80 días (Around the World in 80 Days) (2004)
- Fred Claus: El hermano gamberro de Santa Claus (Fred Claus) (2007)
- Malditos bastardos (Inglorious Basterds) (2009)
- Capitán América: el primer vengador (Captain America: The First Avenger) (2010)
- La ladrona de libros (The Book Thief) (2013)
- Maléfica (Maleficent) (2014)
- Corazones de acero (Fury) (2014)
- Ahora me ves... 2 (Now You See Me 2) (2016)
- American Assassin (2017)
- Spider-Man: Far From Home (2019)
- Eurovision Song Contest: The Story of Fire Saga (2020)
- Bob Marley: One Love (2024)
- Supergirl: Woman of Tomorrow (2026)

### Televisión
- Band of Brothers (2001)
- The Prisoner (2009)

## Premios y nominaciones
Premios Óscar
| Año  | Categoría                 | Película         | Resultado |
| ---- | ------------------------- | ---------------- | --------- |
| 1994 | Mejor diseño de vestuario | Schindler's List | Nominada  |
| 2003 | Mejor diseño de vestuario | El pianista      | Nominada  |
| 2015 | Mejor diseño de vestuario | Maléfica         | Nominada  |